# Vassimont-et-Chapelaine
Vassimont-et-Chapelaine is een gemeente in het Franse departement Marne (regio Grand Est) en telt 69 inwoners (2009). De plaats maakt deel uit van het arrondissement Châlons-en-Champagne.

## Geografie
De oppervlakte van Vassimont-et-Chapelaine bedraagt 19,8 km², de bevolkingsdichtheid is dus 3,5 inwoners per km².
De onderstaande kaart toont de ligging van Vassimont-et-Chapelaine met de belangrijkste infrastructuur en aangrenzende gemeenten.

## Demografie
Onderstaande figuur toont het verloop van het inwonertal (bron: INSEE-tellingen).